# William Draper Harkins
William Draper Harkins (28.12.1873 – 7.3.1951) là nhà hóa học người Mỹ, nổi tiếng về những đóng góp vào lĩnh vực hóa học hạt nhân.

## Cuộc đời và Sự nghiệp
Harkins sinh tại Titusville, Pennsylvania. Ông đậu bằng tiến sĩ năm 1908 ở Đại học Stanford, sau đó ông dạy hóa học ở Đại học Montana.
Ông nghiên cứu cấu trúc của hạt nhân nguyên tử. Các khám phá của ông đã giúp cho việc triển khai bom H.
Năm 1920 Harper đã tiên đoán chính xác sự hiện hữu của neutron, nhưng mãi tới năm 1932 James Chadwick mới khám phá ra trong một cuộc thí nghiệm. Trong đầu thập niên 1930, Harkins – cùng với Martin Kamen – đã chế tạo một máy gia tốc cộng hưởng từ (cyclotron). Từ các thí nghiệm bằng máy này, ông đã đi tới kết luận là Mặt Trời có thể được cung cấp năng lượng bằng phản ứng hợp hạch (nuclear fusion).
Harkins qua đời ngày 7.3.1951 tại Chicago và được an táng ở Nghĩa trang Oak Woods.

## Giải thưởng
- Giải Willard Gibbs năm 1928